# Хинт, Ааду
А́аду Хинт (эст. Aadu Hint, полное имя А́дольф Александрович Хинт (эст. Adolf Edmund Hint); 28 декабря 1909 (10 января 1910), д. Игакюла, Эзельский уезд, Лифляндская губерния, Российская империя — 26 октября 1989, Таллин, Эстонская ССР, СССР) — эстонский советский писатель, Заслуженный писатель Эстонской ССР (1955), народный писатель Эстонской ССР (1965).

## Биография
Родился в деревне Игакюла на острове Муху (ныне волость Муху, Эстония). Детство и юность Хинта прошли на острове Сааремаа, где в 1923—1929 годы он учился в Сааремааской гимназии.
После присоединения Эстонии к СССР в 1940 году вступил в Коммунистическую партию.
После нападения Германии на СССР 22 июня 1941 года (в ходе Второй мировой войны) был призван в Красную армию, позже — работал в тылу.
Избирался депутатом Верховного Совета СССР 9 созыва, а также депутатом Верховного Совета Эстонской ССР.
Умер в Таллине 26 октября 1989 года. Похоронен на острове Сааремаа на кладбище Кихельконна (ныне на территории волости Сааремаа уезда Сааремаа).

## Семья
Отец — Александр Хинт (1884—1943), моряк и депутат Рийгикогу первого созыва.
Брат — Йоханнес Хинт (1914—1985), известный учёный, инженер и изобретатель, специализировавшийся на силикатных материалах.
В 1937—1941 состоял в браке с Деборой Трулл, позже ставшей известной как поэтесса и переводчица Дебора Вааранди.
В 1941—1958 был женат на писательнице Минни Нурме.
В 1961 году женился на Эльве Хинт (урождённая Эльве Соовисте).
Среди восьми детей Хинта получили известность писатели Пяэрн Хинт, Мийна Хинт и Ээва Парк, а также переводчица Маре Занева.

## Творчество
Основные произведения Хинта посвящены жизни островитян, в особенности — рыбаков.

### Сочинения
- «Проказа» («Pidalitõbi»; роман, 1934)
- «Лепрозорий Ватку» («Vatku tõbilas»; роман, 1936)
- «Золотые ворота» («Kuldne värav»; роман, 1937)
- «Кочегар» («Tulemees»; роман, 1939)
- «Сын Вессе» («Vesse poeg»)
- «Приключения угря» («Angerja teekond»)
- «Свой остров» («Oma saar»)
- «Берег ветров» («Tuuline rand»; тетралогия)

## Экранизации и театральные постановки
Перу Ааду Хинта принадлежат несколько пьес, все они ставились в эстонских театрах.

## Кинофильмы
- По пьесе Хинта «Куда идёшь, товарищ директор?» («Kuhu lähed, seltsimees direktor?») режиссёром Виктором Невежиным в 1959 году на Таллинской киностудии был снят художественный фильм «Подводные рифы» («Veealused karid»), при этом писатель выступал в качестве одного из сценаристов.[1]
- По мотивам эпопеи Хинта «Берег ветров» на Таллинской киностудии было снято два художественных фильма (как и в случае с кинокартиной «Подводные рифы», Ааду Хинт являлся одним из сценаристов):
  - «Гладиатор» («Gladiaator»; 1969, режиссёр Вельё Кяспер);
  - «Берег ветров» («Tuuline rand»; 1971, режиссёр Кальё Кийск).

## Награды, премии и звания
- Орден Ленина (09.01.1980)[2]
- 2 ордена Трудового Красного Знамени (30.12.1956; 28.10.1967)
- орден «Знак Почёта»
- медали
- Государственная премия Эстонской ССР (1950, 1967)
- Заслуженный писатель Эстонской ССР (1955)
- Народный писатель Эстонской ССР  (1965)
- Литературная премия Фридеберта Тугласа за новеллы (1982)